# Subregión del Sur (Valle del Cauca)
La subregión del Sur del Valle del Cauca es una de las cinco subregiones en las que está dividido el departamento colombiano del Valle del Cauca. Hospeda más de la mitad de la población del departamento, pues alberga además de la capital departamental, Santiago de Cali y a su vez es la capital provincial, el área metropolitana de Cali alberga 6 municipalidades más que conforman esta provincia 

## Municipios
Lo conforman los siguientes municipios:
- Palmira
- Yumbo
- Jamundí
- Candelaria
- Dagua
- Florida
- La Cumbre
- Pradera
- Vijes